# Гильот, Висенте
Висенте Гильот Фабиан (исп. Vicente Guillot Fabián; род. 15 июля 1941, Альдая, Валенсия, Испания) — испанский футболист, нападающий, чемпион Европы 1964 года.

## Спортивная карьера

### Клубная
Висенте Гильот начал играть за «Месталью» — резерв «Валенсии» — в 1959 году. В межсезонье 1961 года он попался на глаза тогдашнему тренеру валенсийцев, Доминго Балманье, и был переведён в основную команду.
Гильот сразу же вписался в игру «летучих мышей». Появляясь на поле, он обычно составлял пару с бразильским нападающим Вальдо Машадо, главным голеадором «Валенсии» тех лет. Гильот и Вальдо, бывшие наконечником валенсийских атак, внесли весомый вклад в европейские успехи клуба: победу в Кубке Ярмарок 1962 и 1963 годах, а также выход в финал в 1964-м. Болельщики «Валенсии» разделились на две большие группы — guillotistas и waldistas, каждая из которых поддерживала в первую очередь своего любимца.
Со временем Гильот стал меньше появляться в составе «летучих мышей». Летом 1970 г. Альфредо ди Стефано, пришедший на пост главного тренера «Валенсии», настоял на отчислении его и Машадо из команды. Гильот перешёл в «Эльче» и, отыграв там один сезон, завершил футбольную карьеру.

### В сборной
Гильот начал выступать за сборную Испании во время отборочного турнира к чемпионату Европы 1964 года. Валенсийский форвард участвовал и в самом чемпионате (победном для испанцев), однако лишь номинально — он не провёл там ни одного матча.

## Достижения
Валенсия
- Обладатель Кубка Ярмарок: 1962, 1963
- Финалист Кубка Ярмарок: 1964
- Обладатель Кубка Испании: 1967

 Сборная Испании
- Чемпион Европы: 1964

## Интересные факты
Висенте Гильот — единственный футболист «Валенсии», которому удалось сделать хет-трик в финале еврокубка: в первом финальном матче розыгрыша Кубка Ярмарок 1961/62 он забил три гола в ворота «Барселоны» (общий счёт 6:2). Кроме того, хет-трик Гильота является первым в истории финалов Кубка Ярмарок/Кубка УЕФА/Лиги Европы. Повторить это достижение смог лишь Юпп Хайнкес в 1975 году.